# Timothy Greenfield-Sanders
Timothy Greenfield-Sanders (1952) è un fotografo statunitense noto per i suoi ritratti a personaggi famosi del mondo della politica, della cultura e dello spettacolo contemporaneo.
Spesso le sue foto sono pubblicate su Vanity Fair.

## Biografia
Greenfield-Sanders si è laureato in storia dell'arte alla Columbia University nel 1974 e in cinema all'American Film Institute nel 1977.
L'esposizione Art World alla Mary Boone Gallery di New York City nel 1999, con oltre 700 ritratti, ha rappresentato il culmine della sua carriera. Nello stesso anno Greenfield-Sanders ha vinto anche un Grammy Award per il film Lou Reed: Rock and Roll Heart.
Nel 2004 ha pubblicato il celebre libro XXX: 30 Porn-Star Portraits (ISBN 0-8212-7754-5).
Nel 2006 i suoi ritratti di soldati e marines feriti di ritorno dalla guerra in Iraq sono stati esposti in tutto il mondo.
Tra il 2007 ed il 2010 ha lavorato al progetto The Black List: interviste e ritratti di alcune personalità afro-americane negli Stati Uniti.
Nel 2012 ha diretto il film documentario About Face - Dietro il volto di una top model

## Pubblicazioni
- "The Black List", Atria, 2008 ISBN 1416594191
- "Movie Stars", Skira, 2007 ISBN 8861305229
- "Look: Portraits Backstage at Olympus Fashion Week", Powerhouse, 2006 ISBN 9781-5768-7352-6
- "Face To Face", Rizzoli, 2006 ISBN 9788876245428
- "XXX: 30 Porn-Star Portraits"  Bulfinch Press, 2004. ISBN 0-8212-7754-5
- "Timothy Greenfield-Sanders" Alberico Cetti Serbelloni Editore 2001 ISBN 9788-8880-9801-2
- "Art World" Fotofolio, 1999 ISBN 9781584180104
- "After Andy: Soho in the Eighties", Schwartz Publishing Pty, Limited, 1996 ISBN 9781-8639-5049-7

## Filmografia
- "The Black List: Volume 1", Freemind Ventures and Perfect Day Films, Inc. 2008
- "The Black List: Volume 2", Freemind Ventures and Perfect Day Films, Inc. 2008
- "Thinking XXX" HBO, 2005
- "Karen Finley", Perfect Day Films, Inc. 2004
- "Lou Reed: Rock and Roll Heart", American Masters Series, 1998